# Комисарство по еврейските въпроси
Комисарството по еврейските въпроси е държавна институция на България, съществувала в 1942 - 1944 година.

## История
Учредено е през 1942 година при Министерството на вътрешните работи и народното здраве за провеждане на политиката по отстраняване на евреите от обществения и стопански живот и изселването им от България.
Ръководител в 1942 - 1943 година е Александър Белев.
Ликвидирано е на 9 септември 1944 година след Държавния преврат в страната..
Архивът му се съхранява във фонд 190К в Централния държавен архив. Той се състои от 15 348 архивни единици от периода 1896 – 1945 година.